# Сарыторпаг шикесте
«Сарыторпаг шикесте» или «Сарыторпаг шикестеси» (азерб. Sarıtorpaq şikəstəsi) — один из видов шикесте.
«Сарыторпаг шикесте» связывают с одним из старинных кварталов города Шемахы — Сарыторпагом, автором же этого шикесте считается азербайджанский ханенде и поэт Мирза Мухаммедхасан, который был уроженцем этого квартала.
«Сарыторпаг шикесте» исполняется в ашугском искусстве. Этот шикесте можно считать одним из образцов, где заметно влияние ашугского искусства на искусство ханенде в Ширване.
Считается, что «Сарыторпаг шикесте» близко к Кесме шикесте. Сообщается, что азербайджанский ханенде, поэт Гаджибаба Гусейнов считался их по сути одним мугамом, однако различал «Сарыторпаг шикесте», который исполнялся в Шемахы и Шеки.